# Daisy Fuentes
Pour les articles homonymes, voir Fuentes.
Daisy Fuentes est une actrice américaine née le 17 novembre 1966 à La Havane (Cuba). Elle a aussi fait une interview avec Leonardo Dicaprio. Elle présente Miss Univers 2004 au côté de Billy Bush (présentateur TV).

## Filmographie
- 1983 : Amoureusement vôtre ("Loving") (série télévisée) : Tess (1992)
- 1996 : Latino Laugh Festival (TV)
- 1996 : Sang-froid (Curdled) : Clara
- 2000 : I Spike (série télévisée)
- 2000 : Style World (série télévisée) : Host
- 2000 : Shutterspeed (TV) : Kenzie Pearson
- 2000 : Tessa à la pointe de l'épée (Queen of Swords) (série télévisée) : Isabel Selvera
- 2006 : Lolo's Cafe (TV) : Eve